# Anna-Maja Henriksson
Anna-Maja Kristina Henriksson, född Forss 7 januari 1964 i Jakobstad, är en finlandssvensk jurist och politiker, som sedan 2024 är ledamot av Europaparlamentet. Hon var 2016–2024 partiordförande för Svenska Folkpartiet.
Henriksson, som är vicehäradshövding,  arbetade tidigare som bankjurist. Hon blev invald i riksdagen för första gången i riksdagsvalet 2007 och för andra gången i riksdagsvalet 2011. Hon utnämndes 2011 till justitieminister i regeringen Katainen. År 2019 utsågs hon för andra gången till justitieminister, denna gång i regeringen Rinne. Efter Rinnes påtvingade avgång i december samma år fortsatte Henriksson på posten i regeringen Marin. Henriksson är därmed den justitieminister i Finland som har innehaft ämbetet längst.
Henriksson var ordförande för Svenska Finlands folkting från år 2009 till 2011 då hon efterträddes av Christina Gestrin. 
År 2016 efterträdde Henriksson Carl Haglund som ordförande för Svenska Folkpartiet, och blev därmed partiets första kvinnliga ordförande. Den 27 februari 2024 meddelade Henriksson att hon skulle avgå som Svenska folkpartiets partiledare i juni samma år. Tidigare i januari 2024 hade hon även meddelat att hon skulle kandidera till Europaparlamentet i valet 2024.

## Utmärkelser
- Militärens förtjänstmedalj,  4 juni 2015[6]
- Kommendörstecknet av Finlands Vita Ros’ orden,  6 december 2015[7]
- Krigsinvalidernas förtjänstkors,  2023[8]
- Kommendör med stora korset av Nordstjärneorden[9]

[Redigera Wikidata]